# Motivat să ucidă
Motivat să ucidă (engleză: Law Abiding Citizen) este un film thriller american din 2009, regizat de F. Gary Gray, după un scenariu de Kurt Wimmer, cu Jamie Foxx și Gerard Butler în rolurile principale.

## Distribuție
- Jamie Foxx în rolul lui Nick Rice
- Gerard Butler în rolul lui Clyde Alexander Shelton
- Colm Meaney în rolul lui Detectiv Dunnigan
- Bruce McGill în rolul lui Jonas Cantrell
- Leslie Bibb în rolul lui Sarah Lowell
- Michael Irby în rolul lui Detective Garza
- Gregory Itzin în rolul lui Warden Inger
- Regina Hall în rolul lui Kelly Rice
- Emerald-Angel Young în rolul lui Denise Rice
- Christian Stolte în rolul lui Clarence James Darby
- Annie Corley în rolul lui Judge Laura Burch
- Richard Portnow în rolul lui Bill Reynolds
- Viola Davis în rolul lui Mayor April Henry
- Michael Kelly în rolul lui Bray
- Josh Stewart în rolul lui Rupert Ames
- Roger Bart în rolul lui Brian Bringham